# Markgraviovité
Markgraviovité (Marcgraviaceae) je čeleď dvouděložných rostlin z řádu vřesovcotvaré (Ericales). Jsou to keře a liány se střídavými listy a květy v neobvyklých květenstvích. Rostou nezřídka v korunách stromů. Čeleď zahrnuje asi 130 druhů v 7 rodech a vyskytuje se výhradně v tropické Americe.

## Popis
Zástupci čeledi markgraviovité jsou keře a dřevnaté liány s jednoduchými střídavými listy. Často rostou jako poloepifyty v korunách stromů. Listy jsou obvykle kožovité, řapíkaté až téměř přisedlé, bez palistů, celokrajné nebo na okraji nevýrazně vroubkované. Žilnatina je zpeřená. Květenství jsou vrcholová, hroznovitá, občas připomínající okolík (Marcgravia) nebo klas (Sarcoptera). V květenství jsou přítomna velká, nápadná a často pestře zbarvená nektária listenového původu. Květy jsou pravidelné, oboupohlavné, Kalich je vytrvalý, ze 4 nebo 5 lístků, koruna je složena ze 3 až 6 (nejčastěji 4-5) volných nebo částečně srostlých plátků. Počet tyčinek je u různých rodů různý, od 3 po velký počet, tyčinky jsou volné nebo na bázi srostlé. Semeník je svrchní, srostlý ze 2 až 20 plodolistů a se stejným počtem někdy nekompletních komůrek. Čnělka je jediná. Plodem je kulovitá tobolka s vytrvalým kalichem.

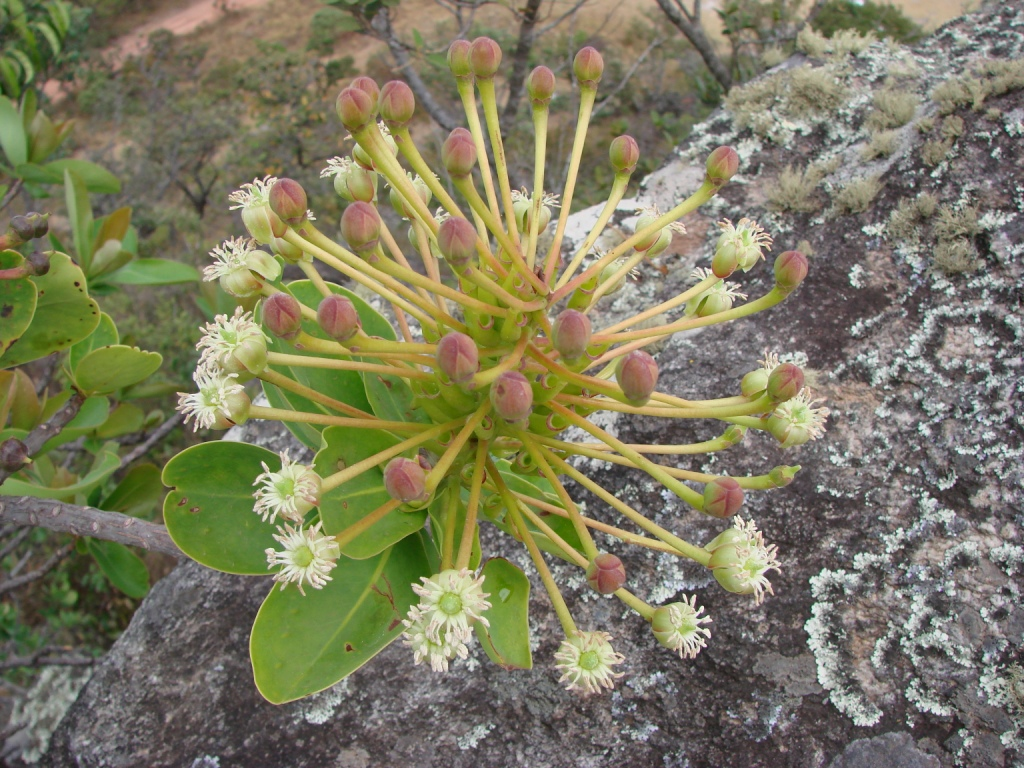
Květenství Schwartzia adamantium
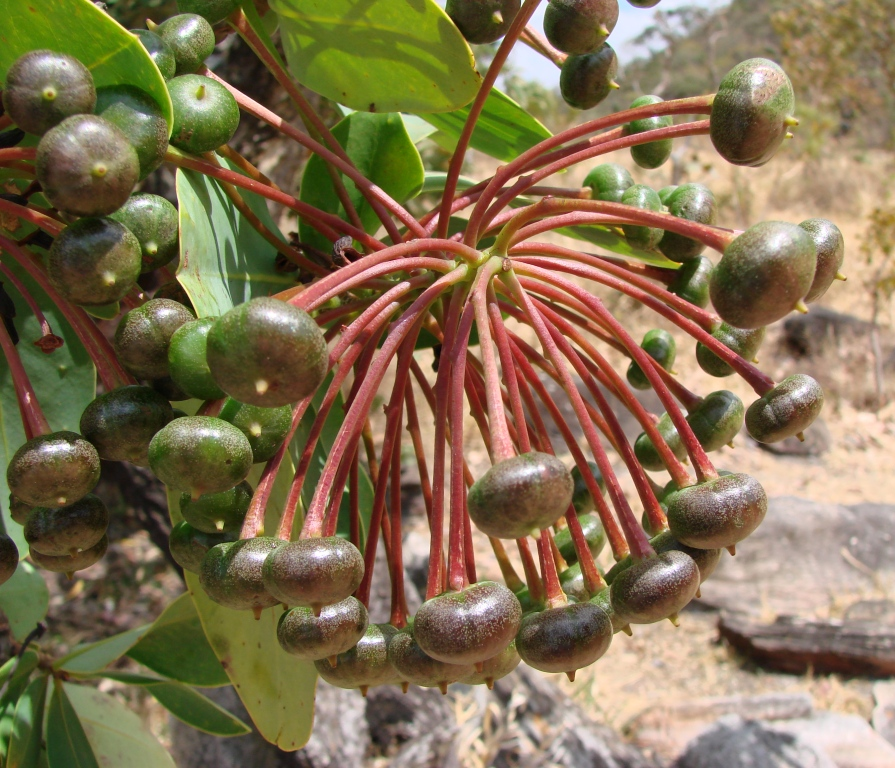
Plodenství Schwartzia adamantium
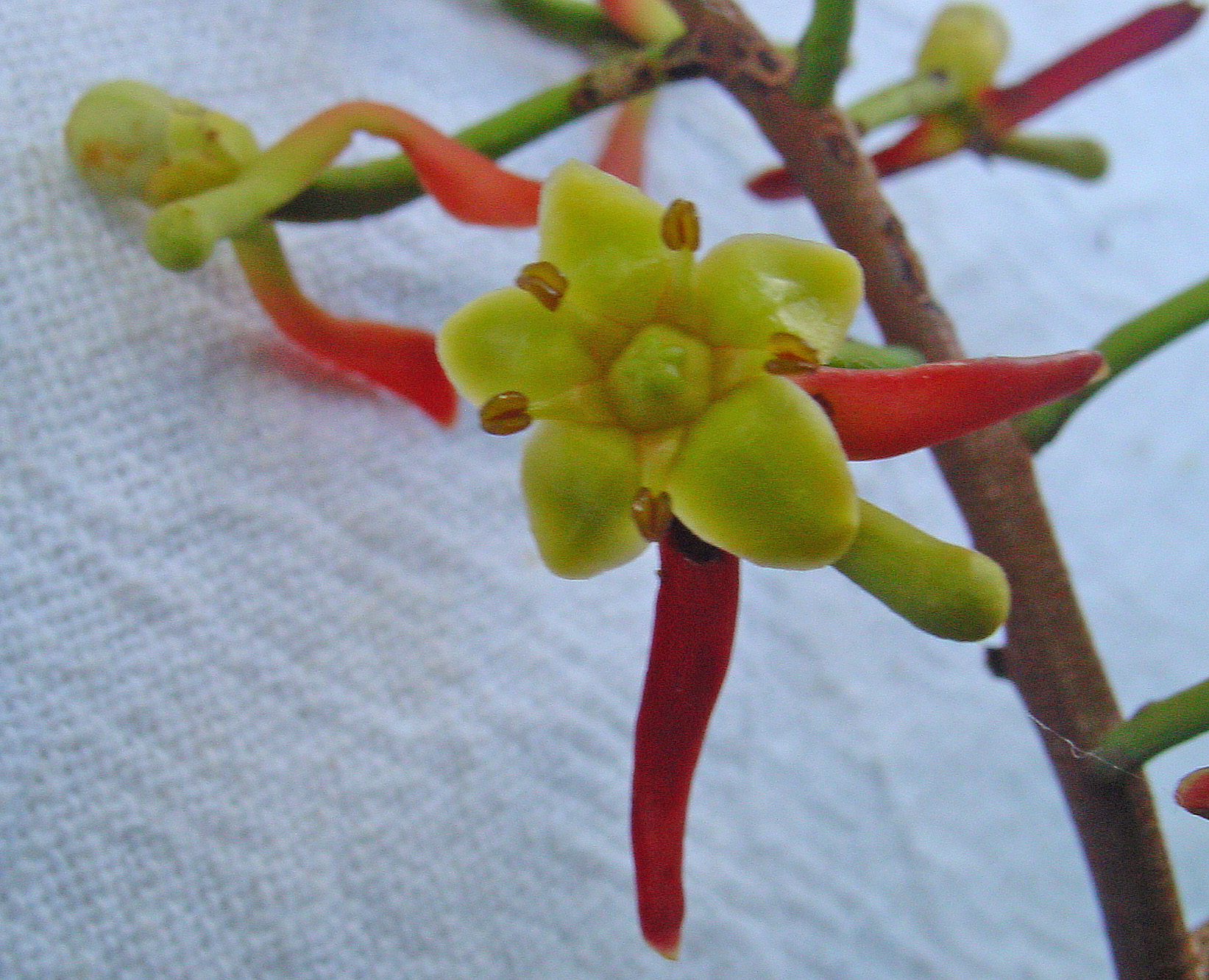
Detail květu Souroubea guianensis
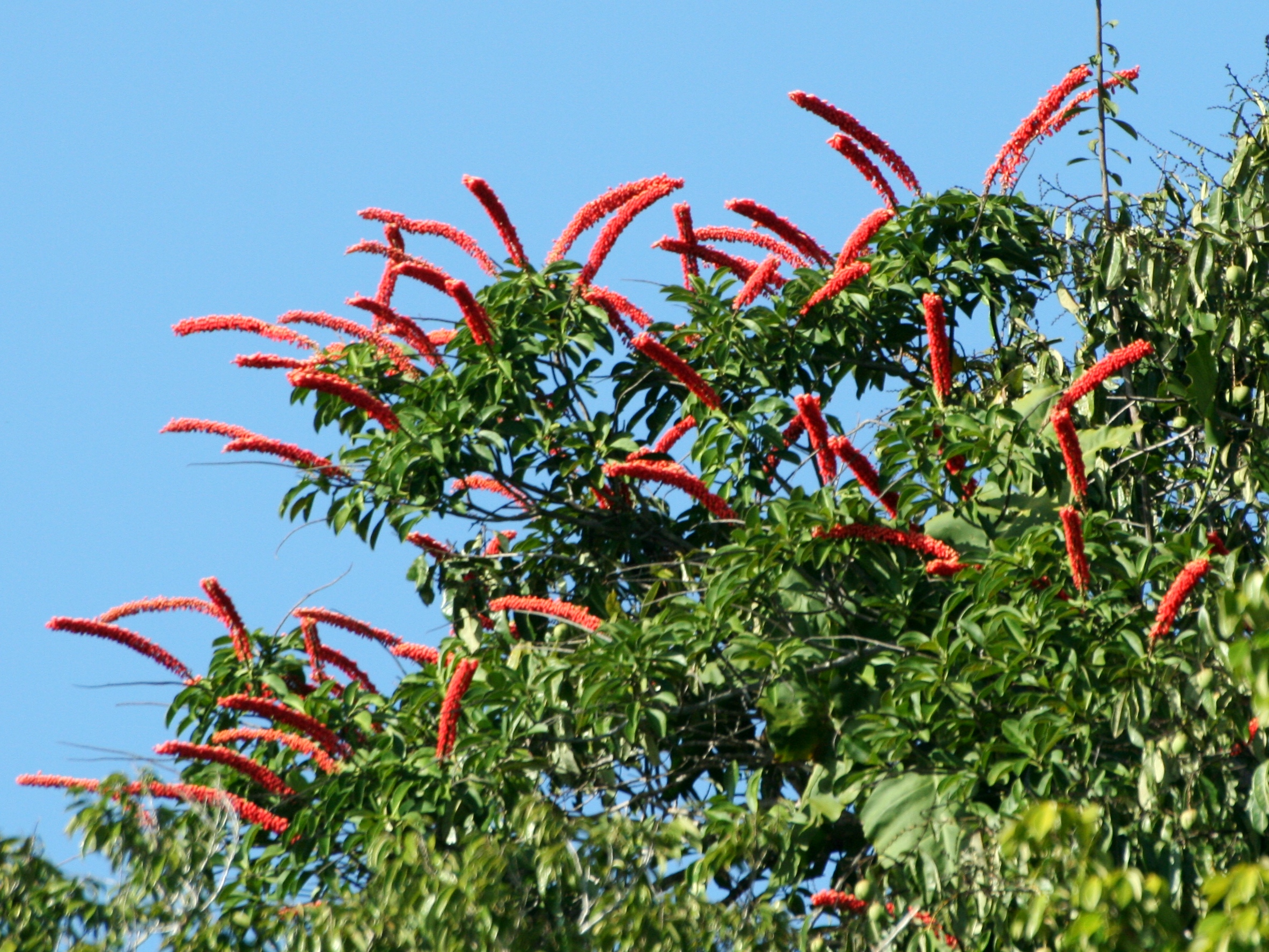
Kvetoucí Norantea guianensis

## Rozšíření
Čeleď zahrnuje asi 130 druhů v 7 rodech. Je rozšířena výhradně v tropické Americe. Zástupci čeledi se vyskytují od jižního Mexika po severní Bolívii a Brazílii a na Karibských ostrovech. Centrum druhové diverzity je v severní části Jižní Ameriky. Největším rodem je markgravie (Margravia, asi 60 druhů) a Souroubea (19 druhů). Zástupci čeledi se nejčastěji vyskytují v nížinných i horských deštných pralesích a v horském mlžném lese. Někteří zástupci rostou jako poloepifyty v korunách stromů.

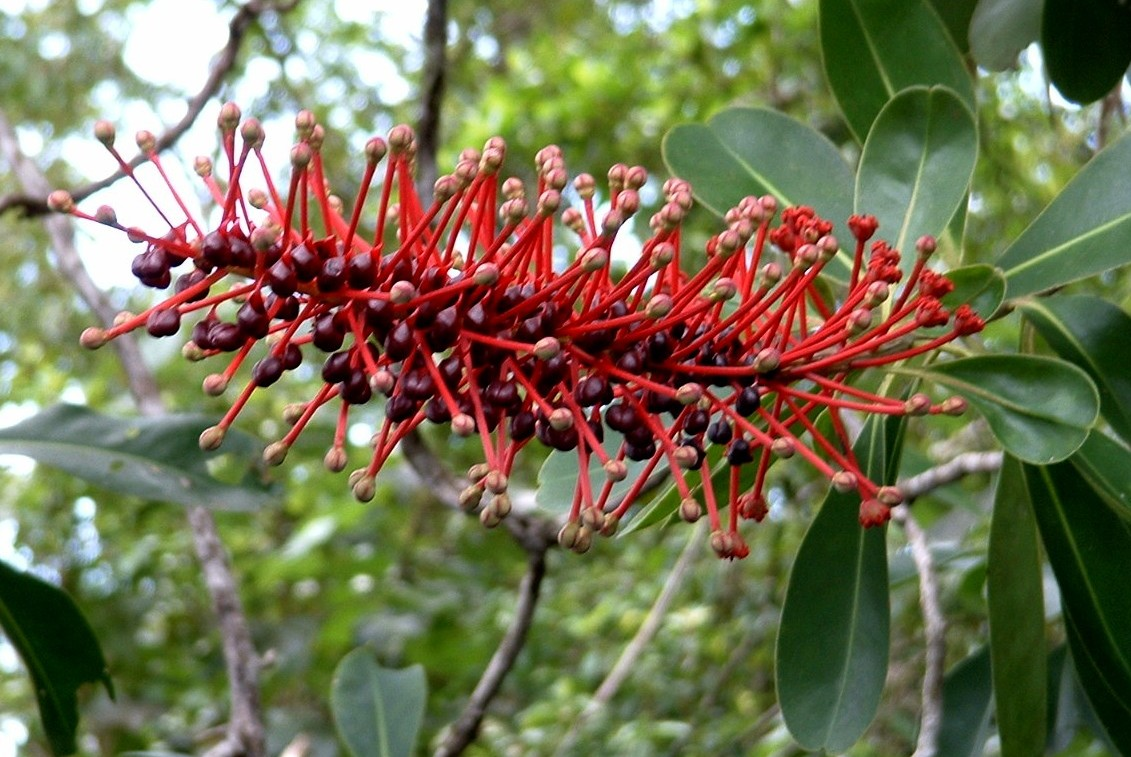
Květenství markgravie s nektárii

## Ekologické interakce
V květenstvích markgraviovitých jsou velká a nápadná nektária, v nichž se shromažďuje nektar. Květy některých druhů silně sladce voní. Druhy s nápadně zbarvenými nektárii a robustními květenstvími (zejména z rodů Norantea, Sarcopera a Schwartzia) jsou vesměs opylovány ptáky. Marcgravia, Marcgraviastrum a některé druhy rodu Schwartzia jsou opylovány netopýry. Druhy s drobnějšími květy (Ruyschia, Souroubea) jsou pravděpodobně opylovány hmyzem.

## Zástupci
- markgravie (Marcgravia)[4]

## Význam
Rostliny z této čeledi nemají mimo občasného pěstování jako okrasných tropických rostlin větší význam. Některé druhy slouží v místní medicíně. Domorodci plody některých druhů markgravie příležitostně jedí.
V českých botanických zahradách se lze se zástupci této čeledi setkat jen zřídka. Z tropického skleníku Pražské botanické zahrady v Troji je uváděna markgravie a Norantea guianensis.

## Přehled rodů
Marcgravia, Marcgraviastrum, Norantea, Ruyschia (včetně Caracasia), Sarcopera, Schwartzia, Souroubea